# Вибухові речовини, що тверднуть
Вибухові речовини, що тверднуть (рос. твердеющие взрывчатые вещества, англ. hardening explosive) — вибухові речовини, наповнені розчином аміачної селітри, який насичений при температурі 60-80 °С (іфзаніти). У свердловині вони швидко охолоджуються і тверднуть. Ці вибухові речовини мають найбільшу густину і високу об'ємну концентрацію енергії, що забезпечує підвищення інтенсивності подрібнення з одночасним зменшенням обсягів буріння.